# Jarell Quansah
Jarell Amorin Quansah (født 29. januar 2003) er en engelsk professionel fodboldspiller, der spiller for Premier League-klubben Liverpool.

## Klubkarriere

### Liverpool F.C.
Den 4. februar 2021 skrev Jarell sin første professionel kontrakt med Liverpool.
Den 27. august 2023 debuterede Jarrell for Liverpools førstehold i en 2-1 sejr over Newcastle United i Premier League, hvor han blev skiftet ind og erstattede Joël Matip.
Den 14. december 2023 scorede han sit første mål for førsteholdet i et 2-1 tab til Union Saint-Gilloise i Europa League.
Den 13. maj 2024 scorede han sit første mål i Premier League i en uafgjort kamp mod Aston Villa, som endte 3-3.

### Bristol Rovers
Den 20. januar 2023 blev Jarell udlejet til League One-klubben Bristol Rovers indtil slutningen af sæsonen.
Den 28. januar 2023 spillede han sin første seniorkamp i et 5-1 tab til Morecambe.
Den 18. marts 2023 fik han sit første rødt kort i et 0-2 tab til Portsmouth.

## Landsholdskarriere
Jarell har muligheden for at spille for Skotland, Ghana og Barbados.
I juni 2022 var Jarell en del af Englands hold til U19-EM 2022.
Den 22. marts 2023 debuterede han for Englands U20-hold i en 2-0 sejr over Tyskland i Manchester.
I maj 2022 var Jarell en del af Englands hold til U20-VM 2023.
Den 12. oktober 2023 debuterede han for Englands U21-hold i en 9-1 sejr over Serbien, hvor han blev skiftet ind.